# العباد
العباد هم طائفة عربية نصرانية كانت تسكن الحيرة في فترة ما قبل الإسلام وصدر الإسلام.
قيل أنهم كانوا نصارى على المذهب النسطوري، وأنهم كانوا أهل قراءة وكتابة وعلم بالإنجيل، وكانوا يزاولون الصناعة والتجارة أيضًا، وربما سموا بالعباد؛ لأنهم كانوا يعبدون الله «أو المسيح».